# Барон Калверли
Барон Калверли из городе Бедфорд в Западном Йоркшире — наследственный титул в системе Пэрства Соединённого королевства. Он был создан 17 ноября 1945 года для британского политика-лейбориста Джорджа Маффа (1877—1955). Ранее он заседал в Палате общин от Восточного Кингстон-апон-Халла (1929—1931, 1935—1945). 
По состоянию на 2024 год носителем титула являлся его внук, Чарльз Родни Мафф, 3-й барон Калверли (род. 1946), который стал преемником своего отца в 1971 году.

## Бароны Калверли (1945)
- 1945—1955: Джордж Мафф, 1-й барон Калверли (10 февраля 1877 — 20 сентября 1955), сын Джорджа Маффа (1841—1877)[1];
- 1955—1971: Джордж Рэймонд Орфорд Мафф, 2-й барон Калверли (1 мая 1914 — 24 июня 1971), единственный сын предыдущего[2];
- 1971 — настоящее время: Чарльз Родни Мафф, 3-й барон Калверли (род. 2 октября 1946), старший сын предыдущего[3];
  - Наследник титула: достопочтенный Джонатан Эдвард Мафф (род. 16 апреля 1975), старший сын предыдущего[4].